# Scapholebris microcephala
Scapholebris microcephala är en kräftdjursart som beskrevs av Georg Ossian Sars 1890. Scapholebris microcephala ingår i släktet Scapholebris, och familjen Daphniidae. Arten är reproducerande i Sverige.